# Oțeleni (gmina)
Oțeleni – gmina w Rumunii, w okręgu Jassy. Obejmuje miejscowości Hândrești i Oțeleni. W 2011 roku liczyła 3783 mieszkańców.